# Артемій (ім'я)
Арте́мій (грец. Αρτέμιος — «присвячений Артеміді») — чоловіче церковнослов'янське ім'я. Спрощені форми імені або Артем.
Зменшено-лагідний варіант — Артемко, Артемчик, Артемочка, Артемчика, Темчик, Темушка, Темочка, Артеша

Скорочена версія — Артем, Тема, Темка, Темич

## Походження
Існують дві поширені версії походження імені. Перша, це від давньогрецького Армеміос, що своєю чергою походить від імені богині місяці й полювання Артеміди. Інша версія подибує ім'я від слова «artemes», що дослівно перекладається як «неушкоджений і здоровий». Ім'я прийшло до України через прийняття християнство на Русі й подальшим поширенням нової віри.

## Відомі носії
Артемій Антіохійський — ранньохристиянський мученик.
Артемій (єпископ) — єпископ галицький.
Артемій (Кищенко) — єпископ білоруський.